# Đế Ất
Ất (chữ Hán: 乙, hay Đế Ất 帝乙, trị vì: 1191 TCN - 1155 TCN hoặc 1101 TCN - 1076 TCN), tên thật Tử Tiện (子羡) là vua thứ 29 nhà Thương trong lịch sử Trung Quốc.

## Thân thế
Ất là con của Thái Đinh (太丁) - vua thứ 28 nhà Thương. Khoảng năm 1192 TCN, Thái Đinh qua đời, Đế Ất lên nối ngôi.

## Trị vì
Chính sự thời Đế Ất ngày càng suy yếu. Ất có hai người con trai là Tử Khải và Tử Thụ. Tử Khải là anh, nhưng mẹ xuất thân không sang nên Tử Thụ được chọn làm người kế vị. Tuy nhiên, Khải sau này được nhà Chu phong làm vua nước Tống
Theo sách Phong thần diễn nghĩa, là cuốn sách thần thoại ghi lại giai đoạn lịch sử cuối nhà Thương đầu nhà Chu, tại hồi thứ nhất Trụ Vương tế miễu bà Nữ Oa, thì Đế Ất là vua thứ 27 của nhà Thương. Ông có ba hoàng tử là Vi Tử Khải, Vi Tử Điển và Ân Thọ (vua Trụ). Sau khi tận mắt chứng kiến sức khỏe phi thường của hoàng tử Ân Thọ tại lầu Phi Vân, ông chuẩn y lời tâu của các quan đầu triều, lập Ân Thọ lên làm Thái tử. Vua Đế Ất trị vì được ba mươi năm. Lúc lâm chung, ông có phú thác Thọ Vương cho Thái sư Văn Trọng, nên sau đó Thọ Vương được lên ngôi Thiên tử tức Trụ Vương, đóng đô tại Triều Ca. Hai vị hoàng tử còn lại tuy không được nối ngôi, song cũng vẫn một lòng hiếu thuận, không hiềm khích, hoặc có ý ganh tỵ. Bởi vậy, từ trong đến ngoài đều an lạc.
Còn theo Trúc thư kỉ niên, năm thứ 3 sau khi lên ngôi, ông ra lệnh cho Nam Trọng (南仲) chiến đấu với tộc Côn Di (昆夷) và xây dựng thành phố Sóc Phương (朔方, nay gần Ordos, Nội Mông Cổ) sau khi chiến thắng.
Khoảng năm 1155 TCN, Đế Ất qua đời, ở ngôi tất cả 37 năm. Con thứ của ông là Đế Tân (帝辛) lên nối ngôi.
Giáp cốt văn khai quật tại Ân Khư ghi ông là vua thứ 27 của nhà Thương .